# Евразийская лига пляжного футбола
Евразийская лига пляжного футбола — турнир по пляжному футболу среди мужских команд, который разыгрывался с 2016 по 2020 годы. Участниками лиги были команды из России, Белоруссии и Казахстана.

## История
Идея провести турнир принадлежит Михаилу Ульянову, который занимался развитием пляжного футбола в Барнауле и Алтайской крае. Поскольку у его команды не было возможности выступать во всероссийских соревнованиях, то родилась идея соревноваться с представителями соседних регионов.
Первый розыгрыш Евразийской лиги состоялся летом 2016 года, а его участниками стали четыре команды из Новосибирска, Барнаула, Томска и Павлодара. Турнир состоял из группового этапа, где команды играли в два круга, и раунда плей-офф. Первые этапы турнира прошли в Павлодаре (4-5 июня) и Барнауле (29-31 июля), а финал состоялся в Новосибирске (20-21 августа). Победителем первого турнира оказался «Джокер», представлявший Новосибирск.
Во втором розыгрыше сильнейшим оказался «Курганприбор», одолевший в финале «Джокер» (2:1). В следующих трёх розыгрышах подряд триумф одерживал «Джокер». Последний розыгрыш в 2020 году состоялся в Москве.

## Результаты
| Год  | Уч | Призёры      | Призёры   | Призёры    | Призёры        |
| Год  | Уч | Победитель   | 2-е место | 3-е место  | 4-е место      |
| ---- | -- | ------------ | --------- | ---------- | -------------- |
| 2016 | 4  | Джокер       | Арман     | ТГК        | АлтайСоккер    |
| 2017 | 5  | Курганприбор | Джокер    | Арман      | ТГК            |
| 2018 | 6  | Джокер       | Арман     | ТГК        | Звезды Динамо  |
| 2019 | 5  | Джокер       | Арман     | ТГК        | АлтайСоккер    |
| 2020 | 6  | Джокер       | Росич     | ЦОР-Masita | Крылья Советов |

## Лучшие игроки
| Сезон | Лучший игрок               | Лучший бомбардир            | Лучший вратарь        |
| ----- | -------------------------- | --------------------------- | --------------------- |
| 2016  | Сергей Квятковский (Арман) | Александр Чирко (Джокер)    | Виктор Чорный (Арман) |
| 2018  | Кирилл Аникеев (Джокер)    | Станислав Кузнецов (ТГК)    | Виктор Чорный (Арман) |
| 2019  |                            | Баянбек Муралинов (Арман)   |                       |
| 2020  |                            | Анатолий Рябко (ЦОР-Masita) |                       |

## Достижения по странам
| № | Страна     | Золото | Серебро | Бронза | Всего |
| - | ---------- | ------ | ------- | ------ | ----- |
| 1 | Россия     | 5      | 2       | 3      | 10    |
| 2 | Казахстан  | 0      | 3       | 1      | 4     |
| 3 | Белоруссия | 0      | 0       | 1      | 1     |